# Лбов, Александр Михайлович
Александр Михайлович Лбов (Длинный, Семён Лещ) — сельский обыватель селения Мотовилихинского завода Мотовилихинской волости Пермского уезда Пермской губернии. Известный экспроприатор времен первой русской революции.

## Биография

### Происхождение
Родился 11 (23) марта 1876 года. Крещён в православии. Образование — 3 класса школы. Род занятий — хлебопашество и пчеловодство. Специальности — старший объездчик Мотовилихинской лесной дачи, рабочий сталелитейного цеха, токарь орудийного цеха № 2 Пермских пушечных заводов.
В 1897-98 годах служил в роте Его Величества Лейб-гвардии гренадерского полка. Менее чем через год после призыва был уволен по семейным обстоятельствам в связи с гибелью брата Василия. По некоторым сведениям, в запасе числился в чине унтер-офицера, хотя никаких подтверждающих этот факт документов военного ведомства до настоящего времени не обнаружено.
У семьи Лбовых имелся застарелый конфликт с казёнными Пермскими пушечными заводами из-за участка земли в 5 десятин, которым семья пользовалась в течение 106 лет. Пытаясь отстоять свои права, М. И. Лбов и его сын много раз участвовали в судебных тяжбах, но в итоге земля была ими потеряна. Эта ситуация сильно повлияла на отношение А. М. Лбова к государству и праву.

### Революционная деятельность
Разуверившись в официально признанных способах борьбы за землю, он в 1904 году сблизился с революционерами. Проявил высокую активность в событиях в Мотовилихе и Перми в 1905 году. Принимал участие во всех стачках на Пермских пушечных заводах. В сентябре во время локаута был уволен, как и все остальные рабочие завода. Неоднократно выступал с речами на собраниях, по некоторым данным, был знаменосцем на одной из демонстраций. Спустя два месяца после увольнения с завода самостоятельно вёл революционную пропаганду среди крестьян Оханского уезда Пермской губернии. Был задержан полицией и отдан под особый надзор по месту жительства. Позже участвовал в событиях 12-13 (25-26) декабря в Мотовилихе: выступил с речью перед толпой рабочих, изъявших браунинги на складе товарищества братьев Нобель, по воспоминаниям, был одним из зачинщиков остановки поезда № 4 на ст. Мотовилиха, вместе с другими рабочими построил 2 баррикады на улицах Томиловской и Баковой. Но, будучи беспартийным, в боевой дружине не состоял, оружия не имел и в боевых столкновениях с полицией и казаками в этот период не участвовал.
После попытки в одиночку разоружить трёх полицейских 15 (28) декабря 1905 года в Мотовилихе был вынужден скрываться. С несколькими товарищами жил в лесу. Укрывал агитаторов и боевиков, участвовал в нелегальных собраниях, существовал за счёт пожертвований партийных рабочих, питался тем, что приносили родственники и соседи. В мае 1906 года вместе со своим родственником М. Стольниковым совершил вооружённое нападение на полицейского осведомителя, торговца Н. Ширяева.
В середине 1906 года А. М. Лбов сблизился с боевиками военно-боевой дружины РСДРП. С сентября 1906 года начал активно разыскиваться полицией. После роспуска военно-боевой дружины РСДРП в октябре 1906 года укрывал в лесу несогласных с роспуском боевиков. Несмотря на арест в порядке охраны почти всех родственников, успешно ушёл от нескольких облав, организованных уездной полицией.
В январе 1907 года в Пермь по социал-демократической явке прибыли вынужденные бежать из Петербурга члены автономной группы террористов-экспроприаторов во главе с Д. Савельевым (Сибиряком), работники патронной мастерской при Боевой технической группе ЦК РСДРП и другие боевики; они объединились с А. М. Лбовым и его товарищами. Через некоторое время всех их по аналогии с прибалтийскими отрядами революционеров стали называть лесными братьями или лбовцами. В феврале ими были организованы несколько акций: ряд экспроприаций, наиболее громкая из которых в конторе Полазненского завода, попытка освобождения заключённых из Пермской губернской тюрьмы, террористическое нападение на один из домов Мотовилихи, нападение на лавку казённой винной монополии, наложена контрибуция на одного из обеспеченных людей, замеченных в связях с полицией. После экспроприации в конторе Полазненского завода полиция начала неотступно преследовать лесных братьев, в середине февраля-марте произошло несколько столкновений между ними и полицией, в некоторых случаях усиленной драгунами специально переведённого из Польши Новомиргородского драгунского полка и пехотой, среди чинов полиции были убитые и раненые, некоторых лбовцев задержали, в том числе и одного из их вожаков — Д. Савельева.
К концу апреля 1907 года А. М. Лбов стал главным лидером пермских лесных братьев, в состав которых входили преимущественно беспартийные боевики, а также социал-демократы, социалисты-революционеры и анархисты. В качестве ключевого члена исполнительного комитета Уральского боевого союза он начал играть заметную роль в координации действий террористических и партизанских групп на всём Урале. Весной-летом 1907 года лбовцы провели ряд особенно громких акций, крупнейшие из которых — экспроприация на пароходе «Анна Степановна Любимова» и дестабилизация Богословского горного округа. Однако не все из них нашли понимание со стороны партийных революционеров.
Потеряв поддержку партийных комитетов, в середине осени 1907 года А. М. Лбов распустил свой отряд и в октябре перебрался в Вятскую губернию, где, проживая в губернской столице на нелегальном положении, готовился к возобновлению партизанских выступлений.

### Арест и казнь
Во время поездки в уездный г. Нолинск 17 февраля (1 марта) 1908 года он после интенсивной перестрелки был арестован полицией. Спустя два месяца, 22 апреля (5 мая) 1908 года, в Вятке выездная сессия Казанского военно-окружного суда приговорила его к смертной казни через повешение. Казнь состоялась во дворе Вятской губернской тюрьмы в ночь на 2 (15) мая 1908 года.

### Память
Активность лесных братьев на Урале получила широкое освещение в прессе своего времени. Журналисты назвали эти события лбовщиной. Впоследствии о Лбове и его товарищах было создано несколько художественных произведений, наиболее известное из них — повесть А. Гайдара «Жизнь ни во что (Лбовщина)», опубликованная в 1926 году в Перми.
В память о партизанских выступлениях периода первой русской революции в Пермской и Вятской губерниях с 1920 по 1953 годы одна из главных улиц Мотовилихи (с 1938 года входит в состав Перми) — Томиловская, называлась Лбовской, сейчас это улица Восстания. В настоящее время другая улица в Мотовилихинском районе Перми — бывшая улица Кооперативная (ранее Нижне-Пихтовская), находящаяся в микрорайоне Висим возле заводского пруда, — носит имя Лбова. Ещё в одном городе Пермского края — Кизеле также имеется улица Лбова.

### Отображение в художественной литературе
- Берёзкин C. Лбовцы // Прошлое и настоящее. № 24. Герои нашего времени. Вып. 1. С-Пб.: "Столичное издательство",  1908. С. 1-32
- Гайдар А. П. «Жизнь ни во что (Лбовщина)» (1926)
- Гайдар А. П. «Лесные братья (Давыдовщина)» (1927)
- Гинц С., Назаровский Б. Аркадий Гайдар на Урале. — Пермь, 1968.
- Голдин В. Лбов и его команда. Историческое повествование. — Екатеринбург: "Раритет", 2015.
- Кудрин А. В. История в литературе и литература в истории в повести А.Гайдара "Лесные братья" // Вещь. — 2022. — № 26. — С. 96-108.
- Кудрин А. В. Лбовщина до «Лбовщины» (досоветская художественная литература о пермских «лесных братьях») // Вещь. — 2013. — № 7. — С. 98-111. С. 98-104, С. 104—111
- Кудрин А. В.  Метаморфозы исторической реальности в повести Аркадия Гайдара «Жизнь ни во что» // Вещь. — 2013. — № 8. — С. 79-94. С. 79-87, С. 87-94
- Морозова В. А. Клавдичка. — Москва: "Детская литература", 1974. Первое издание вышло в 1966 году
- Никонов Б. П. Гражданское мужество. Ежемесячные литературные и популярно-научные приложения к журналу «Нива» на 1908 г. — Т. 2, № 7. — С. 393—406.
- Орловец П. Лесные братья. «Три героя». Лбов, Савицкий и Азеф (сенсационный роман в 2-х частях). — N.Y. Brooklyn, 7. Книжный магазин Kersha
- Осинский В. Атаман Лбов — «Гроза Урала» (Роман из жизни современной вольницы и подвижников). Выпуск I. Лбов в Финляндии (среди петербургских дачников). — СПб.: Дачный курьер, 1908